# Гагарье (Юргамышский район)
Гагарье — село в Юргамышском районе Курганской области. До преобразования в декабре 2021 года муниципального района в муниципальный округ административный центр Гагарьевского сельсовета.

## История
До 1917 года центр Гагаринской волости Челябинского уезда Оренбургской губернии. По данным на 1926 год состояло из 375 хозяйств. В административном отношении являлось центром Гагарьевского сельсовета Куртамышского района Курганского округа Уральской области.

## Население
| 1989 | 2002 | 2010 |
| ---- | ---- | ---- |
| 786  | ↘708 | ↘517 |

По данным переписи 1926 года в селе проживало 1671 человек (739 мужчин и 932 женщины), в том числе: русские составляли 100 % населения.